# BLUE WATER/A THOUSAND DREAMS
「BLUE WATER/A THOUSAND DREAMS」（ブルー・ウォーター/ア・サウザンド・ドリームス）は、日本のロックミュージシャンである柳ジョージが、1990年4月25日にワーナー・パイオニア / Atlantic Recordからリリースした13枚目のシングルである。
8cmCDの背表紙やディスクジャケットは両A面での表記だが、音楽情報サイトでは表題曲のみの表記である。

## 解説
同年に発売されたアルバム『ATLANTIC WIRE』と同時発売されたシングル。
1曲目の「BLUE WATER」は、ライフカードのCFイメージ・ソングとして使用された。
2曲目の「A THOUSAND DREAMS」は、セキスイ『LAURA』のCFイメージ・ソングに使用された。長らくアルバム未収録だったが、2017年にアルバム『ATLANTIC WIRE』のSHM-CD盤がリリースした際に、ボーナス・トラックとして初収録された。

## 収録曲
| #         | タイトル              | 作詞          | 作曲       | 編曲      | 時間 |
| --------- | --------------------- | ------------- | ---------- | --------- | ---- |
| 1.        | 「BLUE WATER」        | 弓原真 平野肇 | 柳ジョージ | 新川博    | 4:50 |
| 2.        | 「A THOUSAND DREAMS」 | 平野肇        | 野田晴稔   | 平野孝幸  | 3:48 |
| 合計時間: | 合計時間:             | 合計時間:     | 合計時間:  | 合計時間: | 8:38 |

## 参加ミュージシャン
| BLUE WATER - Keyboards & Synthesizer with Computer Programming : 新川博 - Drums : 青山純 - E.Guitar : 斉藤英夫, 柳ジョージ - Chorus : 深町栄, 小坂水澄 | A THOUSAND DREAMS - Synthesizer : 平野孝幸 - Keyboards : 中西康晴 - Drums : 岡本郭男 - E.Bass : 渡辺直樹 - E.Guitar : 芳野藤丸 - Synthesizer Operator : 北城浩志 |